# Burning Gold
"Burning Gold" é uma canção gravada pela cantora estadunidense Christina Perri. A canção foi lançada como segundo single do segundo álbum de estúdio de Perri, Head or Heart, em 9 de junho de 2014 através da Atlantic Records.

## Composição
"Burning Gold" foi composta por Perri e Kid Harpoon, enquanto a produção ficou a cargo de John Hill e Butch Walker. "Burning Gold" é uma canção de gênero pop rock com um ritmo moderado e uma duração de três minutos e quarenta e quatro segundos. Tal como acontece com o single anterior de Perri, "Human", a instrumentação da canção consiste principalmente de piano, mas "Burning Gold" também incorpora um ukulele.

## Recepção da crítica
Mike Wass do Idolator comparou a canção favoravelmente ao hit contemporâneo de Sara Bareilles, "Brave", devido ao seu tema "edificante" e arranjo "contagiante".

## Vídeo musical
O vídeo musical oficial de "Burning Gold" foi lançado em 1 de agosto de 2014 e dirigido por Jay Martin.

## Desempenho nas tabelas musicais

### Posições
| Tabela musical (2014)         | Melhor posição |
| ----------------------------- | -------------- |
| Estados Unidos (Adult Top 40) | 25             |